# Centre hospitalier régional de Lanaudière
Le Centre hospitalier régional De Lanaudière ou CHRDL est un centre hospitalier régional situé à Saint-Charles-Borromée, dans la région de Lanaudière au Québec. Il emploie actuellement 4 700 employés dont 350 médecins, dentistes et pharmaciens.

## Lien
- Fondation du CSSSNL
- Centre de santé et de services sociaux du Nord de Lanaudière